# Длоуги, Владимир (актёр)
Владимир Длоуги (чеш. Vladimír Dlouhý; 10 января 1958, Прага, ЧССР — 20 июня 2010, там же) — чешский актёр театра и кино. Как актёр второго плана дважды становился лауреатом высшей национальной кинопремии страны «Чешский лев»: в 2008 году за роль в фильме «Сторож № 47» и в 2010 — за фильм «Каинек». Также номинировался на эту премию за фильм «Бумеранг» в 1997 году. По словам чешского кинокритика Ярослава Седлачека, Длоуги был «одним из лучших актёров своего поколения».
Известность Владимиру Длоуги пришла в двенадцать лет после дебютной роли в картине «Я умею прыгать через лужи», поставленной Карелом Кахиней по мотивам одноимённой повести Алана Маршалла. Герой Длоуги — обожающий лошадей мальчик Адам, который заболевает полиомиелитом, но мечтает снова вернуться в седло.
Также актёр известен по детскому фильму «Арабелла» и его продолжениям. В 45 лет Владимиру был диагностирован рак желудка. Через семь лет борьбы с болезнью он скончался.

## Избранная фильмография[3]
| Год  |   | Русское название                  | Оригинальное название       | Роль          |
| ---- | - | --------------------------------- | --------------------------- | ------------- |
| 1970 | ф | Я умею прыгать через лужи         | Už zase skáču přes kaluže   | Адам          |
| 1971 | ф | Ловкость рук, Ваше Величество!    | Die gestohlene Schlacht     | Käsebier      |
| 1973 | ф | Я подожду, пока ты убьёшь         | Pockam, az zabijes          | Юлий          |
| 1974 | ф | Робинзонка                        | Robinsonka                  | Ярда          |
| 1974 | ф | Куры и король                     | Kvočny a král               | Пинда         |
| 1976 | ф | Наконец-то мы понимаем друг друга | Konecne si rozumíme         | Эйфелак       |
| 1976 | ф | Анна, сестра Жанны                | Anna, sestra Jany           | Ондра         |
| 1979 | с | Арабелла                          | Arabela                     | Пётр Майер    |
| 1985 | ф | С чертями шутки плохи             | S certy nejsou zerty        | Петер Махал   |
| 1991 | ф | Бабочки                           | Бабочки                     | он            |
| 1993 | с | Арабелла возвращается             | Arabela se vrací            | Пётр Майер    |
| 1996 | ф | Бумеранг                          | Bumerang                    | Любош Прихода |
| 2002 | ф | Зачатие моего младшего брата      | Pocetí mého mladsího bratra |               |
| 2003 | ф | Одной рукой не похлопаешь         | Jedna ruka netleská         | отец Мартин   |
| 2008 | ф | Сторож № 47                       | Hlídač č. 47                | Бартик        |
| 2009 | ф | Женщины моего мужа                | Zeny mojho muza             |               |
| 2010 | ф | Каинек                            | Kajínek                     | Новотны       |